# Ginástica artística na Universíada de Verão de 2003 - Feminino
Os resultados femininos da ginástica artística na Universíada de Verão de 2003 contaram com todas as provas.

## Resultados

### Individual geral
Finais
| Posição           | Ginasta                   | Total  |
| ----------------- | ------------------------- | ------ |
| Medalha de ouro   | UKR Irina Yarotska        | 36,425 |
| Medalha de prata  | CHN Chen Miaojie          | 36,125 |
| Medalha de bronze | UKR Natalia Sirobaba      | 35,950 |
| 4                 | RUS Olga Azarkevich       | 35,850 |
| 5                 | UKR Marina Prosklirina    | 35,575 |
| 6                 | RUS Ekaterina Privalova   | 34,925 |
| 7                 | PRK Hwang Gum Hui         | 34,850 |
| 8                 | PRK Hong Su Jong          | 34,825 |
| 9                 | CHN Wang Cili             | 34,400 |
| 10                | JPN Satomi Yamamoto       | 33,875 |
| 11                | JPN Tomoko Morishige      | 33,800 |
| 12                | JPN Chiemi Takeda         | 33,700 |
| 13                | POL Joanna Skowronska     | 33,600 |
| 14                | POL Malgorzata Skowronska | 33,425 |
| 15                | KOR Jeon Ju Hyun          | 33,375 |
| 16                | BRA Roberta Monari        | 32,850 |
| 17                | BRA Heine Araújo          | 32,600 |
| 18                | HUN Reka Vigh             | 30,875 |
| 19                | SCG Alexandra Aleksic     | 29,550 |

| Posição           | Ginasta                   | Pontos |
| ----------------- | ------------------------- | ------ |
| Medalha de ouro   | PRK Kim Yong Sil          | 9,225  |
| Medalha de prata  | UKR Marina Prosklirina    | 9,137  |
| Medalha de bronze | POL Joanna Skowronska     | 9,112  |
| 4                 | UKR Malgorzata Skowronska | 8,937  |
| 4                 | RUS Maria Lozhkina        | 8,937  |
| 6                 | RUS Olga Ugarova          | 8,912  |
| 7                 | PRK Hwang Gum Hui         | 8,787  |
| 8                 | UKR Natalia Sirobaba      | 8,700  |

| Posição           | Ginasta             | Pontos |
| ----------------- | ------------------- | ------ |
| Medalha de ouro   | CHN Wan Chen        | 9,600  |
| Medalha de prata  | CHN Chen Miaojie    | 9,500  |
| Medalha de bronze | UKR Irina Yarotska  | 9,450  |
| 4                 | UKR Alona Kvasha    | 9,350  |
| 5                 | RUS Olga Azarkevich | 9,275  |
| 6                 | PRK Hong Su Jong    | 9,200  |
| 7                 | RUS Yulia Khorkina  | 9,050  |
| 8                 | PRK Kim Yong Sil    | 8,650  |

| Posição           | Ginasta                 | Pontos |
| ----------------- | ----------------------- | ------ |
| Medalha de ouro   | UKR Irina Yarotska      | 9,175  |
| Medalha de prata  | PRK Kim Yong Sil        | 9,150  |
| Medalha de bronze | CHN Chen Miaojie        | 9,125  |
| 4                 | JPN Yuka Kawamura       | 8,600  |
| 5                 | RUS Ekaterina Privalova | 8,575  |
| 6                 | PRK Hwang Gum Hui       | 8,525  |
| 7                 | POL Joanna Skowronska   | 7,850  |
| 8                 | KOR Choi Min Young      | 6,625  |

| Posição           | Ginasta                 | Pontos |
| ----------------- | ----------------------- | ------ |
| Medalha de ouro   | UKR Irina Yarotska      | 9,200  |
| Medalha de prata  | RUS Ekaterina Privalova | 9,050  |
| Medalha de bronze | UKR Natalia Sirobaba    | 9,000  |
| 4                 | POL Joanna Skowronska   | 8,800  |
| 5                 | RUS Yulia Khorkina      | 8,700  |
| 6                 | CHN Yang Yun            | 8,625  |
| 7                 | PRK Hong Su Jong        | 8,300  |
| 8                 | PRK Hwang Gum Hui       | 8,050  |

### Equipes
Finais
| Posição           | País            | Total   |
| ----------------- | --------------- | ------- |
| Medalha de ouro   | China           | 109,625 |
| Medalha de prata  | Ucrânia         | 108,525 |
| Medalha de bronze | Rússia          | 106,925 |
| 4                 | Coreia do Norte | 104,975 |
| 5                 | Japão           | 103,650 |
| 6                 | Brasil          | 98,875  |
| 7                 | Coreia do Sul   | 97,650  |
| 8                 | Polónia         | 67,875  |